# Bezzia gandavensis
Bezzia gandavensis är en tvåvingeart som beskrevs av Maurice Emile Marie Goetghebuer 1935. Bezzia gandavensis ingår i släktet Bezzia och familjen svidknott. Inga underarter finns listade i Catalogue of Life.